# Colli Bolognesi Sauvignon Terre di Monte Budello
Il Colli Bolognesi Sauvignon Terre di Monte Budello è un vino DOC la cui produzione è consentita nella città metropolitana di Bologna.

## Caratteristiche organolettiche
- colore: paglierino più o meno carico.
- odore: leggermente aromatico, caratteristico, delicato
- sapore: tranquillo, fine

## Produzione
Provincia, stagione, volume in ettolitri
- nessun dato disponibile